# Joze to Tora to Sakana-tachi
Joze to Tora to Sakana-tachi (japanisch ジョゼと虎と魚たち) ist eine japanische Kurzgeschichte von Seiko Tanabe aus dem Jahr 1984. Sie wurde mehrfach verfilmt und auch als Manga und Anime umgesetzt. International wurde die Geschichte auch als Josee, the Tiger and the Fish oder auf Deutsch als Josie, der Tiger und die Fische bekannt.

## Inhalt
Der Student der Meeresbiologie Tsuneo jobbt neben dem Studium, um Geld anzusparen. Denn nach dem Abschluss möchte er seine Ausbildung in Mexiko fortsetzen. So arbeitet er mit den gleichaltrigen Freunden Hayato und Mai in einem Laden für Tauchbedarf und geht auch selbst häufig tauchen. Eines Abends rettet er zufällig die querschnittsgelähmte Josie, die bei einem Spaziergang mit ihrer Großmutter Chizu mit dem Rollstuhl einen Hang herunterrollt. Er wird von Chizu engagiert, sich um das Mädchen zu kümmern und ihr Gesellschaft zu leisten. Denn durch Josies Behinderung und weil sie seit dem Tod ihrer Eltern von ihrer Großmutter aufgezogen wurde, lebt das Mädchen zurückgezogen und interessiert sich nur für Bücher, Malerei und ihre Fantasie. Tsuneo nimmt das Angebot an, denn es wird gut bezahlt. Josie ist ihm zunächst feindlich gesinnt und bleibt lieber allein, während Tsuneo so gut es geht versucht, seine Aufgaben zu erfüllen. Doch ihre Haltung ihm gegenüber belastet ihn zusehends, bis er den Nebenjob aufgeben will.
Doch dann gibt Tsuneo Josies Wunsch nach, sie mit ans Meer zu nehmen. Eigentlich dürfen beide nicht raus, weil das zu gefährlich sei. Josie erfährt von Tsuneos Studium und er von ihrer Malerei, beide teilen die Faszination für Unterwasserwelten. Von da an machen sie häufiger, zunächst weiter heimlich, Ausflüge in die Umgebung an Orte, die Josie schon immer selbst sehen wollte. So kann sie auch erstmals selbst in die Bibliothek und freundet sich mit der Bibliothekarin Kana an. Als Tsuneo dann ein Angebot aus Mexiko bekommt, müsste er dafür Josie in Japan zurücklassen. Währenddessen wünscht sich Josie, als Künstlerin auch zu arbeiten, traut sich das aber nicht zu. Als ihre Großmutter stirbt, fühlt sie sich noch hilfloser und wird von der Gemeinde zu einer Arbeit gedrängt, die sie eigentlich nicht machen will. Dann wird Tsuneo angefahren, als er Josie eben davor retten will. Die Verletzung könnte auf Dauer verhindern, dass er tauchen kann, und das Angebot aus Mexiko muss er ausschlagen. Schließlich gibt er sich ganz auf, auch seine Freunde können ihm nicht helfen. Da geht Mai, die sich wie Josie in Tsuneo verliebt hat, zu ihrer Rivalin und stachelt sie an. Josie überwindet sich und gestaltet ein eigenes Bilderbuch für Kinder. Mit Unterstützung ihrer Freunde trägt sie es in der Bibliothek den Kindern und Tsuneo vor, dem sie so wieder Mut macht. Er kann sich in der Reha erholen und nach seiner Entlassung gestehen sich beide zu Weihnachten ihre Liebe. Als Tsuneo dann nach Mexiko geht, bleibt ihre Beziehung über die Ferne bestehen und er besucht Josie in den Ferien.

## Buch-Veröffentlichung
Die Kurzgeschichte erschien erstmals im Juni 1984 bei Kadokawa Shoten im Magazin Monthly Kadokawa. Im Jahr darauf erschien sie erneut in einer Kurzgeschichtensammlung mit dem gleichen Titel, ebenfalls bei Kadokawa.
Eine Umsetzung der Geschichte als Manga wurde geschrieben von Seiko Tanabe und gezeichnet von Nao Emoto. Sie ist an den Anime-Film angelehnt, der im Oktober 2020 herauskam, und startete im Januar 2020 im Magazin Da Vinci von Kadokawa. Die Serie wurde im Oktober 2020 abgeschlossen und erschien auch in zwei Sammelbänden im Oktober und Dezember 2020. Eine deutsche Übersetzung des Mangas erschien im Dezember 2021 und März 2022 als Josie, der Tiger und die Fische bei Carlsen Manga.

Der Anime wurde am 31. März 2023 das erste Mal im deutschen Freetv auf ProSieben Maxx gezeigt, am 26. Dezember 2023 erfolgte eine Wiederholung auf demselben Sender.

## Adaptionen
Die Geschichte wurde zwei Mal als Realfilm umgesetzt. Zunächst 2003 in Japan unter der Regie von Isshin Inudō. Die Hauptrollen übernahmen Satoshi Tsumabuki und Chizuru Ikewaki. Eine zweite Verfilmung entstand 2020 in Südkorea. Regie führte Kim Jong-kwan, der auch das Drehbuch schrieb. In den Hauptrollen sind Han Ji-min und Nam Joo-hyuk zu sehen.
| Figur           | Japanischer Sprecher | Deutscher Sprecher |
| --------------- | -------------------- | ------------------ |
| Josie           | Kaya Kiyohara        | Julia Bautz        |
| Tsuneo Suzukawa | Taishi Nakagawa      | Sebastian Kluckert |
| Chizu Yamamura  | Chiemi Matsutera     | Margot Rothweiler  |
| Hayato Matsūra  | Kazuyuki Okitsu      |                    |
| Kana Kishimoto  | Lynn                 |                    |
| Mai Ninomiya    | Yume Miyamoto        | Jannika Jera       |

Eine Umsetzung der Kurzgeschichte als Anime-Film entstand 2020 beim Studio Bones. Regie führte Kotaro Tamura und das Drehbuch schrieb Sayaka Kuwamura. Auf Grundlage des Designs von Nao Emoto entwickelte Haruko Iizuka die Charakterdesigns für den Film. Die künstlerische Leitung lag bei Yūji Kaneko. Die Musik wurde komponiert von Evan Call und der Abspann ist unterlegt mit dem Lied Ao no Waltz von Eve.
Der 98 Minuten lange Film wurde am 30. Oktober 2020 beim Busan International Film Festival erstmals aufgeführt. Es folgte eine Aufführung beim Tokyo International Film Festival am 7. November 2020. In die japanischen Kinos kam der Film am 25. Dezember 2020. Es folgten Aufführungen in Frankreich, Litauen, Kanada, den USA, Großbritannien, Spanien und Italien, für die auch englische, spanische, französische und italienische Synchronfassungen entstanden. Am 30. November 2021 wurde der Anime im Rahmen der „Anime Nights“ von Kazé auch in deutschen Kinos gezeigt.